# Nitocrella stetinai
Nitocrella stetinai är en kräftdjursart som beskrevs av Günther Sterba 1973. Nitocrella stetinai ingår i släktet Nitocrella och familjen Ameiridae. Inga underarter finns listade i Catalogue of Life.